# L' Ordeur Original
《L' Ordeur Original》은 핑클의 전 멤버 옥주현의 두 번째 솔로앨범이다. 타이틀곡 Catch 뮤직비디오에는 SS501의 김형준이 출연하였다.

## 트랙리스트
1. Sweet Rainyday
2. 우린 춤을 추고 있어요
3. 자리
4. Catch - 타이틀곡
5. 접근 금지
6. Love Diary
7. 미안해요
8. Forgive And Forget
9. 짝사랑
10. Come To Me
11. Catch (Remix)